# Искаков, Ахмеди Искакович
Ахмеди Искакович Искаков (каз. Ахмеди Ысқақұлы Ысқақов; 19 ноября 1910, Абайский район, Семипалатинская область, Казахская ССР — 30 мая 1996, Алма-Ата, Казахстан) — советский и казахский языковед-учёный, доктор филологических наук (1965), профессор (1968), член-корреспондент АН Казахской ССР (1972). Заслуженный деятель науки Казахской ССР (1957).

## Биография
Родился 19 ноября 1910 года в Абайском районе Семипалатинской области. Происходит из подрода Байбори рода каракесек племени аргын.
В 1940 году окончил филологический факультет Алма-Атинского государственного педагогического института.
В 1941 году окончил аспирантуру Института языка и письменности народов СССР Академии Наук СССР.
С 1941 по 1942 годы — Заместитель директора и преподаватель Алма-Атинского государственного педагогического института.
С 1942 по 1947 годы — Директор Алма-Атинского государственного педагогического института.
С 1947 по 1951 годы — Заведующий кафедрой Казахского государственного женского педагогического института.
С 1951 по 1953 годы — Директор Института языка и литературы АН Казахской ССР.
С 1953 по 1955 годы — Заведующий кафедрой Казахского государственного женского педагогического института.
С 1955 по 1961 годы — Директор научно-исследовательского Института педагогических наук Минпроса Казахской ССР.
С 1961 года — Заведующий отделением Института языка и литературы АН Казахской ССР.

## Научные, литературные труды
Направления исследований: история и современное состояние казахского языкознания, грамматика (морфология), теория и классификация частей речи, лексика и лексикография, методика преподавания. Под его руководством осуществлено составление десятитомного «Толкового словаря казахского языка» и «Словаря произведений Абая».
Опубликовано более 200 научных работ — это монографии, учебники, разделы в сборниках, циклы статей по вопросам казахского языкознания, педагогики, истории народного образования.
Ахмади Искаков — автор и редактор русско-казахского и казахско-русского словарей. Был редактором изданий «Словарь языка Абая» (1968), «Толковый словарь казахского языка» в 10-ти томах.
В научных статьях ученый рассматривает проблемы взаимосвязи литературного и народного языка. Этой теме посвящена его статья «Развитие стилей нашего литературного языка».
Основные научные работы:
- Морфологическая структура слова и именные части речи в современном казахском языке. Алма-Ата, 1964 года.
- Грамматика казахского языка: (Морфология). Алма-Ата, 1967. Т. 1 (соавтор).
- Современный казахский язык: (Морфология). Алма-Ата, 1964, 1974. и др.

## Награды и звания
- Орден Трудового Красного Знамени
- Орден Дружбы народов
- Орден «Знак Почёта»
- Заслуженный деятель науки Казахской ССР (1957)
- Почётная грамота Верховного Совета Казахской ССР.
- нагрудный знак «Отличник народного просвещения Казахской ССР» и др.
- Награждён медалями СССР и Республики Казахстан.